# Atrichopleura fausta
Atrichopleura fausta är en tvåvingeart som beskrevs av Collin 1933. Atrichopleura fausta ingår i släktet Atrichopleura och familjen dansflugor. Inga underarter finns listade i Catalogue of Life.